# Podarkeopsis arenicolus
Podarkeopsis arenicolus är en ringmaskart som först beskrevs av Scott LaGreca 1946.  Podarkeopsis arenicolus ingår i släktet Podarkeopsis och familjen Hesionidae. Inga underarter finns listade i Catalogue of Life.